# Guillaume Alexis
Pour les articles homonymes, voir Alexis.
Guillaume Alexis ou Guillaume Alecis, probablement né vers 1445 et mort à Jérusalem vers 1486, est un poète et homme d'église français.
Surnommé le Bon Moine, ce savant est un moine bénédictin de l'abbaye Notre-Dame de Lyre, dans le diocèse d'Évreux.
On sait qu'il fut prieur de Saint-Pierre de Bucy-le-Roi.
On ignore les dates précises de sa naissance et de sa mort. En 1486, il accomplit un pèlerinage à Jérusalem et y mourut, dit-on, victime de la persécution des Turcs.

## Œuvres
Guillaume Alexis serait né vers 1445. C'est un poète au style très vif, auteur d'ouvrages à caractère moral ou religieux.
On connaît de lui les ouvrages suivants :
- Le Passe-temps de tout homme et de toute femme avec l'A, B, С des doubles (Paris, Antoine Vérard), en vers, traduction latine d'un texte attribué à Innocent III[2], décrit l'histoire de la vie de l'homme de la naissance à la mort.

- Le Grant Blason des faulces amours, dont il existe une édition datant de 1529 publiée à Lyon chez Claude Nourry[4]. Ce poème, cent-vingt-six stances de douze vers, est un dialogue entre un gentilhomme et un moine supposé être l'auteur, le premier prenant la défense de l'amour, l'autre s'en faisant l'adversaire[2]. Les arguments du moine consistent surtout à dénigrer les femmes, dans la tradition de ces ouvrages misogynes que Christine de Pizan dénonce dans l'introduction de la Cité des dames. Ses arguments sont si convaincants que le gentilhomme finit par se ranger à son opinion. L'œuvre connut une popularité suffisante pour être citée dans une autre œuvre misogyne célèbre de l'époque, Les Quinze Joies de mariage et inciter un autre auteur à rédiger un Contre blason, où les mêmes arguments sont cette fois défendus par deux dames, une dame de la cour et une religieuse. Celle-ci a de nouveau le dernier mot[2].

- Le Dialogue du Crucifix et du Pèlerin, composé selon le titre de l'ouvrage lors du pèlerinage à Jérusalem en 1486 et imprimé à Paris.

- Le Loyer des folles amours, et le Triomphe des Muses contre l'amour, à la suite des Quinze joies du mariage.

- Le Passe-temps du prieur de Bussy[5] et de son frère le cordelier.

- Le Miroir des Moines.

- Le Martyrologe des fausses langues et le chapitre général d'icelles tenu au temple de Danger.

- Quatre chants royaux qui se trouvent parmi les Palinodies.

- Le Débat de l'homme et de la femme, rédigé vers 1461, connaît au moins sept éditions différentes entre 1490 et 1530[6].

Jean de La Fontaine admirait son art de composer les vers.